# Foon
Ne doit pas être confondu avec Moon ou Full.
Pour plus de détails, voir Fiche technique et Distribution.
Foon est un film français réalisé par Les Quiches, sorti en 2005. Il est entièrement parlé en franglais.

## Synopsis
Dans un lycée de la banlieue ouest de Philadelfoon, il y a une règle d'or instaurée depuis longtemps par la directrice Miss Smokingkills : le pouvoir appartient aux élèves rebelles, branleurs et très fashion, les Foons.

## Fiche technique
Sauf indication contraire, les informations mentionnées dans cette section peuvent être confirmées par la base de données cinématographiques IMDb,  présente dans la section « Liens externes ».
- Titre : Foon
- Réalisation : Les Quiches, soit Benoît Pétré, Deborah Saïag, Mika Tard et Isabelle Vitari
- Scénario : Alexandre Brik, Mayane Delem, Morgan Perez, Benoît Pétré, Vanessa Pivain, Deborah Saïag, Mika Tard et Isabelle Vitari
- Musique : Pierre Guimard
- Photographie : Stephan Massis
- Montage : Pauline Decroix et Joël Jacovella
- Décors : Richard Cahours
- Production : Louis Becker, Thomas Langmann, Matthieu Warter et Virginie de Clausade
- Coproductions : Cinergie Sarl (JPaul Vuillin) et Eicar-Cherbourg Sarl (JPaul Vuillin)
- Société de distribution : Pyramide Distribution
- Budget : 1,4 million d'euros
- Pays d'origine :  France
- Format : couleur - 1,85:1 - DTS - 35 mm
- Genre : comédie
- Durée : 82 minutes
- Dates de sortie : 
  - France : 6 octobre 2005 (festival de Bordeaux)
  - France : 30 novembre 2005 (Salles)

## Distribution
Sauf indication contraire, les informations mentionnées dans cette section peuvent être confirmées par la base de données cinématographiques IMDb,  présente dans la section « Liens externes ».
- Alexandre Brik : Brian
- Mayane Delem : Cindy Pam
- Morgan Perez : Teddy
- Benoît Pétré : Zack
- Vanessa Pivain : Nancy
- Déborah Saïag : Maria
- Mika Tard : Janis
- Isabelle Vitari : Bernadette
- Michel Fau : Miss Petchers
- Dominique Frot : Miss Ashtrey
- Martine Chevallier : Miss Smokingkills
- Thierry Lhermitte : Bob
- Constance Dollé : Susan
- Marie Gili-Pierre : Ulla
- Cécile Cassel : une étudiante
- Sarah Grappin : une étudiante
- Fabrice Maigrot : un étudiant
- Denis Ménochet : Harry
- Roland Menou : Drak
- Stéphane Metzger : Sam

## Production

### Genèse et scénario
Le film est une adaptation d'un précédent court-métrage du collectif, Grease Side Story, primé au festival Jemmapes à Paris. C'est à cette occasion que le producteur du film Un Indien dans la ville, Louis Becker, découvre le court-métrage et propose au collectif de produire un long-métrage : « Je les trouvais vraiment nouveaux et modernes dans leur façon désinvolte de faire les choses. J’étais guidé par l’envie de déconner ». « Sous le choc », les Quiches mettent un mois à recontacter le producteur.
La troupe décide de développer le court-métrage qu'ils avaient réalisé quelque temps auparavant. Louis Becker leur a donné « carte blanche ». Virginie de Clausade, productrice associée sur le tournage, croit elle aussi au potentiel du groupe et contacte le producteur américain Harvey Weinstein, « qu'elle “connaissait très bien” » selon Becker, pour que celui-ci investisse de l'argent dans le film, ce qu'il ne fera pas. Le film bénéficie d'un budget estimé entre 600 000 € et 1,4 million €.

### Tournage
Du fait du budget, l'équipe choisit de tourner à Cherbourg, à l'EICAR, un ancien hôpital militaire reconvertit en école de cinéma, aujourd'hui détruite. Le film fut tourné du 20 septembre au 29 octobre 2004, dans cette école, avec le soutien du personnel et des étudiants qui ont prêté main-forte et ont joué les figurants. Le personnel technique engagé a également accepté de travailler à moitié prix. Malheureusement pour Les Quiches, ceux-ci ne sont pas habitués ni à la réalisation, ni au tournage, et montrent des signes de fatigue vers la fin du tournage. Le producteur les a alors contraint d'accélérer la fin du tournage, ce qui eut pour conséquence de bâcler la fin.

## Accueil

### Critique
En France, le site Allociné donne une moyenne de 2,4⁄5, après avoir recensé 15 titres de presse.
La critique du Monde est partagée. D'un côté, le film ne possède que quelque « scènes hilarantes (il y en a peu) ». Mais la critique estime que Foon « vaut [le coup] pour la manière dont il se tient obstinément à ses conventions et crée ainsi un univers fictionnel aussi cohérent qu'absurde. ».
Pour Le Parisien, « on reste en tout cas pantois, voire accablé, devant cet encéphalogramme archi-plat de scénario, sous-potacherie dont le seul ressort comique consiste à mélanger un fond d'anglais avec le français. ». Dans le même esprit, la critique du Ouest-France déclare que « [Les Quiches] s'offrent un plantage pathétique dans ce qui veut être une comédie décalée autour de quelques gags intenables, genre parler franglais. Mais il n'y a vraiment pas de quoi rire. ».
La critique du magazine Première n'est pas meilleure : « Foon [fun(e)]. adj. et n. franglais. Contraction des mots "fun" et "cool", désignant un spécimen rare de navet commis par une bande de comiques tarte aux poils nommées Les Quiches et qui se voudrait aussi culte que les films (Grease, Carrie) qu'il parodie. ».

### Box-office
Le film engrange 31 920 entrées en une semaine au box-office français, pour plus de 150 copies,. Finalement, le long-métrage de comédie satirique réalise en France le score total de 37 068 entrées.

## Analyse
Le film se veut délibérément décalé, mais il reste empreint de plusieurs références et analyses. En dehors des traits d'humour, la comédie fait référence aux films Battle Royale de Kinji Fukasaku ou encore à Elephant de Gus Van Sant sur la fusillade d'une école : « Au-delà de la parodie, on voulait parler de l’idée de la guerre de tous contre tous. Il y a une vraie dimension politique, même si on l’a fait de manière ludique ». Mike Tard rajoute que le film s'inspire de leur propre vécu au cours de la scolarité qu'ils ont suivie, des conflits et autres.
Derrière l'aspect comique de l'utilisation du franglais, l'équipe met en avant qu'elle voulait critiquer l'américanisation du cinéma en France.